# Chiesa di Santa Maria Maggiore (Castel San Pietro Terme)
La chiesa di Santa Maria Maggiore è la parrocchiale di Castel San Pietro Terme, in città metropolitana ed arcidiocesi di Bologna; fa parte del vicariato di Budrio-Castel San Pietro Terme.

## Storia
La primitiva cappella di Castel San Pietro venne edificata probabilmente all'inizio del XIII secolo e la sua costruzione durò presumibilmente 9 anni. Al suo completamento, la chiesa fu affidata all’Arcidiacono di Bologna e, nel 1228, divenne Rettorato su iniziativa dei cittadini castellani. A questa chiesetta fu affiancato nel 1364 il campanile. In seguito ad una pestilenza che decimava la popolazione a Bologna, il Papa si rifugiò proprio a Castel San Pietro e nel 1410 concesse alla parrocchiale di questo paese il titolo onorifico di cattedrale. Lo stesso anno la peste raggiunse il paese, e la chiesa, abbandonata dal Papa, perse il suo titolo onorifico. Essa venne quindi affidata al Monsignor Marcantonio Malvezzi, al quale poi si successero, fino al 1500, i parroci eletti dai cittadini. È accertato che nel 1535 la chiesa era già dotata di fonte battesimale. Nel 1580 questa venne elevata al rango di pieve. Nel 1641 venne realizzata la cappella laterale di San Vincenzo e tra il 1649 ed il 1650 la parrocchiale subì dei lavori di ingrandimento e di restauro, voluti dall'arciprete don Alessandro Comelli e condotti su progetto di Francesco Martini. Nel 1699 l'edificio venne nuovamente ampliato per volere di don Ottavio Scarlattini e su disegno di Giuseppe Torri. La nuova parrocchiale, voluta da don Giovan Battista Bertucci, è frutto di un rifacimento condotto da Alfonso Torreggiani – il progetto originario, poi giudicato troppo costoso, era stato elaborato da Giancarlo Bibiena – tra il 1752 ed il 1757; l'abside non fu poi costruita secondo il disegno poiché, per realizzarla, si sarebbe dovuta chiudere la strada retrostante la pieve. Tra il 1775 ed il 1808 furono edificate le cappelle laterali e la torre campanaria venne restaurata. Nel XIX secolo la parrocchiale divenne oggetto di alcuni altri lavori, tra cui, nel 1897, il rifacimento del pavimento. Nel 1942 la facciata fu rifatta e la pieve subì dei lavori di ristrutturazione nel 1954 e nel 1988.

## Interno
L'unica grande aula presenta quattro altari sul lato a destra e due altari con due cappelle sul lato sinistro.

Opere di pregio conservate all'interno della chiesa sono l'altare maggiore, realizzato nel 1751 da Alfonso Torreggiani, proveniente dalla chiesa di Sant'Ignazio di Bologna e impreziosito dalla pala d'altare: Vergine in gloria con i santi, opera di Ubaldo Gandolfi realizzata tra il XVIII e il XIX secolo.
La prima cappella a sinistra del XVII secolo è dedicata alla Madonna del Rosario e presenta l'altare post-conciliare in legno verniciato. La cappella conserva parte di un affresco proveniente da un antico oratorio della Confraternita della Madonna del Rosario, affresco che fu poi strappato per essere collocato all'interno del nuovo edificio, e che raffigura la Madonna del latte.. 
Sempre nel medesimo lato di destra è posta la tela Gesù crocifisso tra i Santi Pietro e Andrea di attribuzione non certa.

Nella cappella vi è centrale il dipinto della Madonna con i quindici Misteri del Rosario, opera di Bartolomeo Passerotti eseguita tra il 1578, anno in cui risulta fosse stata commissionata dai frati domenicani e la data di consegnata nel 1589. La tela è stata più volte spostata e ricollocata ed è mancante della parte centrale che è stata tagliata e collocata nell'adiacente canonica.

Sul lato sinistra vi è la tela settecentesca centinata della Madonna con Bambino e i Santi Francesco di Paola e Rosa opera di Jacopo Alessandro Calvi. Sulla medesima parete completa la cappella il dipinto di c.c.Baldi raffigurante Santa Rita da Cascia.
Nel secondo altare sinistra è collocato il dipinto sempre di Jacopo Alessandro Calvi Tobia e l'angelo.
Nella cappella successiva a sinistra vi è la grande tela Madonna col Bambino e santi, dell'imolese Gaspare Sacchi. È una sacra conversazione rinascimentale, realizzata a olio su tela nel 1517, dove l'artista raffigura la Madonna con il Bambino e otto santi..
Sul lato destro del presbiterio vi è l'altare dove è collocato il dipinto di Prospero Fontana La disputa di Santa Caterina realizzato a olio su tela tra il 1560 anno della commissione, e il 1575 anno di in cui la tela era terminata.
La prima cappella scendendo dal presbiterio, sul lato destro dell'aula, conserva la tela opera di Giuseppe Marchetti Maria Bambina con i santi Anna, Agata e Gioacchino eseguita ad olio su tela nel XVIII secolo.
L'altare successivo è dedicato a San Giuseppe e conserva la tela di Giuseppe Varotti raffigurante l'episodio raccontato nei Vangeli apocrifi del Transito di San Giuseppe realizzata verso la metà del Settecento.
La canonica della chiesa conserva la tela di Bartolomeo Passerotti della Madonna del Rosario olio su tela realizzata tra il 1578 e il 1589. La Madonna del Rosario è la patrona della città che conserva una statua votiva raffigurante la Madonna del Fossombrone posta sopra una colonna sulla piazza centrale.